# كنيو سوغيموتو
كنيو سوغيموتو (杉本 健勇) (ولد 18 نوفمبر 1992) هو لاعب كرة قدم ياباني، شارك في دورة الألعاب الأولمبية الصيفية 2012 في المملكة المتحدة.

## روابط خارجية
1. ↑  "معلومات عن كنيو سوغيموتو على موقع transfermarkt.com". transfermarkt.com. مؤرشف من الأصل في 2020-03-28.
2. ↑  "معلومات عن كنيو سوغيموتو على موقع data.j-league.or.jp". data.j-league.or.jp. مؤرشف من الأصل في 2017-11-12.
3. ↑  "معلومات عن كنيو سوغيموتو على موقع scoresway.com". scoresway.com. مؤرشف من الأصل في 2018-02-26.

- كنيو سوغيموتو على موقع الاتحاد الدولي (مؤرشف)  (الإنجليزية)
- كنيو سوغيموتو على موقع رابطة كرة القدم اليابانية للمحترفين (اليابانية)
- كنيو سوغيموتو على موقع إي إس بي إن إف سي (الإنجليزية)
- كنيو سوغيموتو على موقع قاعدة بيانات كرة القدم.إي يو (الإنجليزية)
- كنيو سوغيموتو على موقع ناشيونال فوتبول تيمز (الإنجليزية)
- كنيو سوغيموتو على موقع Soccerbase.com (لاعب) (الإنجليزية)
- كنيو سوغيموتو على موقع Soccerway.com (الإنجليزية)
- كنيو سوغيموتو على موقع عالم كرة القدم.نت (الإنجليزية)
- كنيو سوغيموتو على موقع أوليمبيديا (الإنجليزية)
- Kenyu Sugimoto at Cerezo Osaka official site (باليابانية)
- Kenyu Sugimoto نسخة محفوظة 2 أبريل 2015 على موقع واي باك مشين. at Yahoo! Japan sports (باليابانية)